# Cultura de Liangzhu

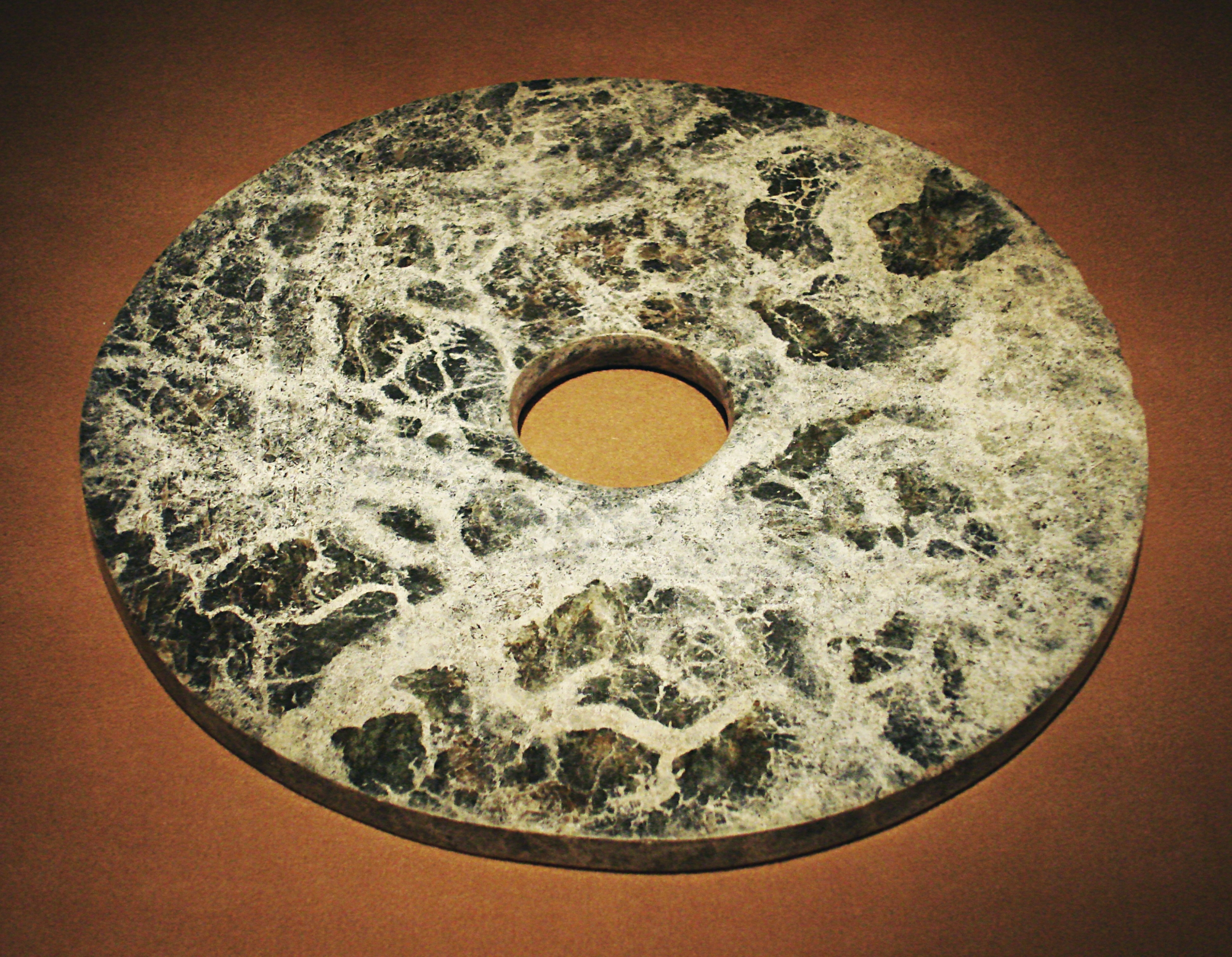
Jade bi de la cultura Liangzhu. L'objecte ritual és un símbol de la riquesa i el poder militar

La cultura de Liangzhu (xinès tradicional: 良渚文化, xinès simplificat: 良渚文化, pinyin: liángzhǔ wénhuà) (3400-2250 aEC) va ser l'última cultura del jade del Neolític al delta del riu Iang-Tsé de la Xina. La seva àrea d'influència es va estendre des al voltant del Llac Tai al nord de Nanjing i Chang Jiang, fins a l'est de Xangai i el mar, i sud de Hangzhou. La cultura era molt estratificada, com els artefactes de jade, seda, ivori i laca que es van trobar exclusivament en els enterraments de l'elit, mentre que la ceràmica és més comú en les parcel·les d'enterrament dels individus més pobres. El lloc típic de Liangzhu va ser descobert al Comtat Yuhang, Zhejiang i inicialment excavat per Shi Xingeng el 1936.